# General Guitart i Lostaló

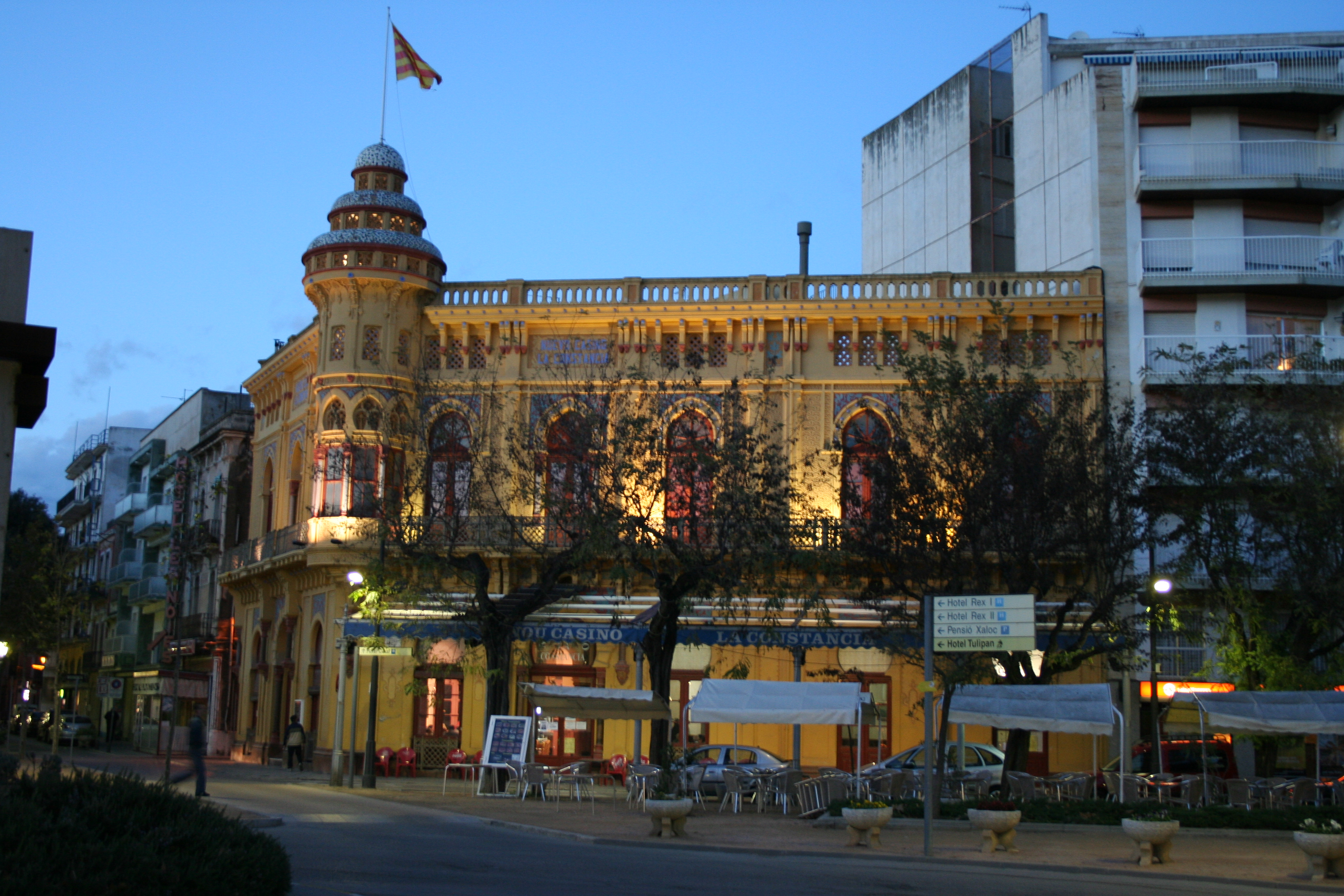
El Casino La Constància, obra d'estil modernista mossàrab a Sant Feliu de Guíxols

General Guitart i Lostaló   (Vila de Gràcia, 1859 - Barcelona, 1926) fou un arquitecte modernista català.

## Bioografia
Titulat el 28 de gener de 1887, Un any abans de la seva titulació fou nomenat interí de Fusteria i Mobles de l'Escola de Belles Arts de Barcelona. entre 1892 i 1924 conservà la plaça amb propietat com a llicenciat de la càtedra. El 1888 dirigí la instal·lació de l'Escola d'Arts i Oficis a l'Exposició Universal de Barcelona, on rebé la medalla de plata i diploma acreditatori pels seus projectes exposats. El 1893 rebé la medalla d'or de l'Ajuntament de Barcelona per la seva conferència impartida sobre l'Exposició d'Indústries Artístiques.
El 1892 fou nomenat arquitecte assessor municipal de Santa Perpètua de Mogoda, on va fer l'Ajuntament (1892). També ho va ser de Sant Feliu de Guíxols, des de la seva contractació el 1891. Va ocupar aquest càrrec fins al 5 de desembre de 1899, quan fou substituït per Ildefons Casamor. El 19 de gener de 1904 l'ajuntament guixolenc el tornà a contractar fins al desembre de 1912, quan Guitart dimití per problemes de salut. Entre els seus projectes, va fer el pla de reforma de la ciutat (1897), el passeig de Guíxols, el Casino La Constància (1888 – 1898) i el dels Senyors (1909), la farmàcia Ruscalleda (1909), l'Asil Surís (1904) i els safareigs del Puig, entre moltes altres obres. Se li reconeix la reordenació del nucli urbà de Sant Feliu de Guíxols. És en aquesta darrera etapa que es concreta la seva intervenció a la fàbrica Miquel, Vincke i Meyer de Palafrugell. És conegut també pel seu treball modernista a la Torre del Governador d'Alella.
Guitart també fou nomenat arquitecte ajudant de les oficines tècniques de la Diputació Provincial de Barcelona, i tècnic director del Banco Vitalicio de España. Fou ajudant dels arquitectes neomedievalistes Elies Rogent i de Camil Oliveras, amb qui va treballar en les obres de la Casa de Maternitat de Barcelona, entre 1889 i 1898 i també fou professor de Fusteria i Mobles de l'Escola d'Arts i Oficis de Barcelona (Llotja) (1892).